# Fraham
Fraham település Ausztriában, Felső-Ausztria tartományban, az Eferdingi járásban. Tengerszint feletti magassága 270 méter, területe 16,95 km².

## Elhelyezkedése
Fraham Eferding, Pupping, Alkoven, Scharten és Hinzenbach településekkel határos.

## Népesség
| 2016 | 2 324 |
| 2018 | 2 395 |

## Képgaléria

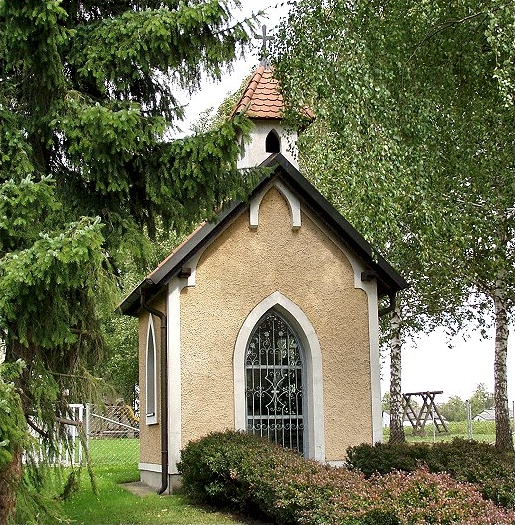
Kápolna Frahamben
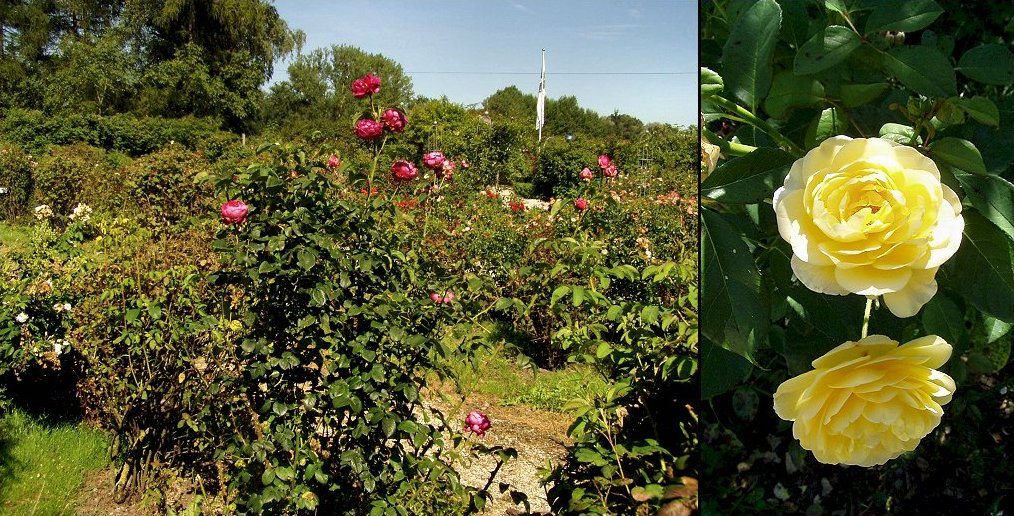
A rózsák kertje
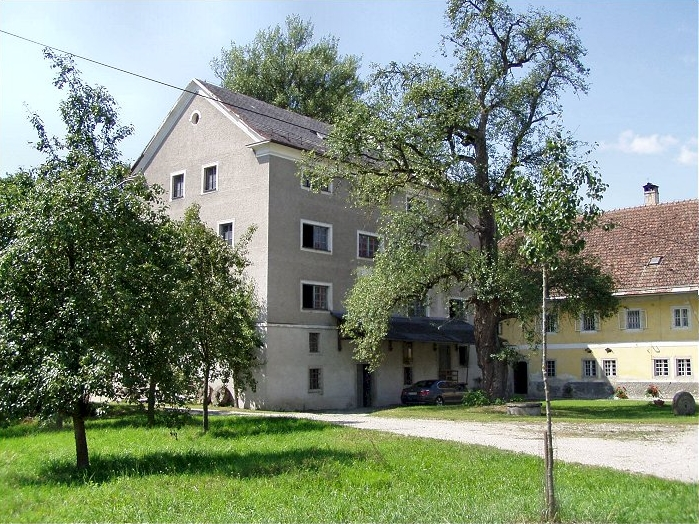
Wiesmühle: négyemeletes malomház
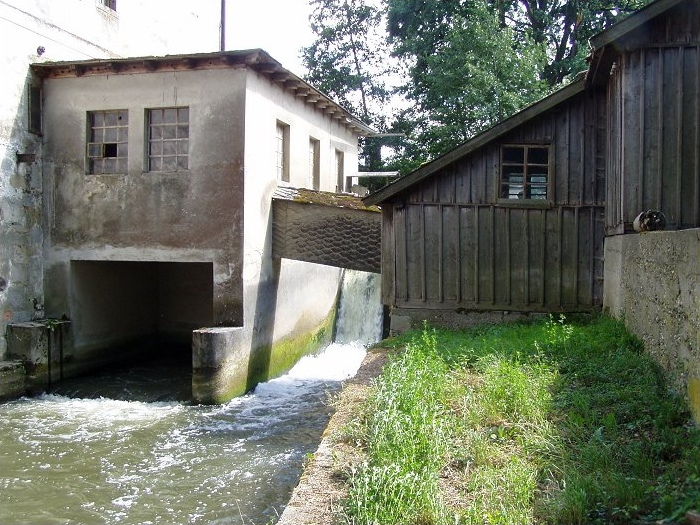
Gát és fűrészmalom